# Богартс, Сандер
Сандер Ян Богартс (нидерл. Xander Jan Bogaerts, 1 октября 1992, Ораньестад, Аруба) — нидерландский бейсболист, шортстоп клуба Главной лиги бейсбола «Бостон Ред Сокс». Двукратный победитель Мировой серии. Два раза принимал участие в Матче всех звёзд Главной лиги бейсбола. Дважды становился обладателем награды Сильвер Слаггер, вручаемой лучшим отбивающим на каждой из позиций. В составе сборной Нидерландов принимал участие в играх Мировой бейсбольной классики 2013 и 2017 годов. Рыцарь Ордена Оранских-Нассау.

## Биография

### Ранние годы и начало карьеры
Богартс родился 1 октября 1992 года в Ораньестаде на Арубе. У него есть брат-близнец Яир и старшая сестра Чандра. Сандер разговаривает на четырёх языках: английском, нидерландском испанском и папьяменто. В поле зрения скаута «Бостон Ред Сокс» Майка Лорда он попал в 2009 году. Во время просмотра Сандер был болен оспой, но Яир убедил специалиста, что его брат заслуживает внимания. Несколькими днями позже клуб подписал с Сандером контракт, выплатив бонус в размере 410 тысяч долларов. Яир также получил предложение контракта.
В 2010 году Сандер в составе команды Арубы стал победителем Мировой серии для детей в возрасте от 13 до 16 лет. Летом вместе с братом он начал выступления в фарм-клубе «Ред Сокс» в Доминиканской лиге. В шестидесяти трёх матчах Богартс отбивал с показателем 31,4 %, набрал сорок два RBI. Клуб признал его Игроком года в своей латиноамериканской программе. Сезон 2011 года Сандер провёл в составе «Гринвилл Драйв». Он стал третьим в команде с шестнадцатью выбитыми хоум-ранами, проведя всего семьдесят две игры. Его брат Яир в конце сезона покинул «Ред Сокс», а в 2012 году завершил карьеру после отчисления из «Чикаго Кабс». Сандер в октябре 2011 года в составе сборной Нидерландов стал победителем Кубка мира. Европейская команда одержала победу в турнире впервые с 1938 года. За эту победу Богартс был награждён орденом Оранских-Нассау.

### Главная лига бейсбола
Чемпионат 2012 года он начал в «Сейлем Ред Сокс», а в августе был переведён в АА-лигу в состав «Портленд Си Догз». Сандер на тот момент был самым молодым игроком в Восточной лиге. Весной 2013 года он в составе сборной Нидерландов принимал участие в играх Мировой бейсбольной классики. На турнире Богартс выбил два дабла и помог команде дойти до полуфинала. К июню он продвинулся в фарм-системе «Бостона» до уровня ААА-лиги. После дебюта за «Потакет Ред Сокс», главный тренер команды Гэри Дисарсина сравнил Богартса с Майком Траутом. Уже в августе Сандер заменил в основном составе клуба Уилла Миддлбрукса. Он стал пятым в истории уроженцем Арубы, дебютировавшем в Главной лиге бейсбола. Богартс закрепился в составе и в октябре стал самым молодым игроком стартового состава «Ред Сокс» в плей-офф. Предыдущее достижение было установлено в 1915 году Бейбом Рутом. Он принял участие во всех шести играх Мировой серии, закончившей победой «Бостона» над «Сент-Луис Кардиналс».
Сезон 2014 года Сандер провёл нестабильно. Он сыграл за команду сто сорок четыре матча, отбивая с показателем 24,0 %, выбил двенадцать хоум-ранов и набрал сорок шесть RBI. После завершения чемпионата Богартс уехал в Аризону для подготовки к следующему сезону на базе института эффективности спортсменов EXOS. В 2015 году он ярко проявил себя в нападении, с показателем отбивания 32,0 % уступив в Американской лиге только Мигелю Кабрере из «Детройт Тайгерс». По итогам сезона Сандер стал обладателем награды Сильвер Слаггер — самым молодым в истории клуба. 
В 2016 году он действовал не так ярко, что объяснялось последствиями травмы. В то же время показатель уоков вырос до 60 %, это свидетельствовало о более высокой дисциплине при игре на бите. Сильнее Богартс играл в первой части сезона, благодаря чему в июле впервые в карьере он получил приглашение на Матч всех звёзд лиги. Таким же неровным для Сандера стал следующий сезон. Он получил травму запястья, его показатель страйкаутов был ниже среднего по лиге, но ударам недоставало силы, из-за чего он выбивал малое количество экстра-бейс-хитов. Богартс входил в число претендентов на участие в Матче всех звёзд, но в голосовании проиграл.
В сезоне 2018 года Сандер сыграл хорошо, но остался в тени партнёров по команде Муки Беттса и Джей Ди Мартинеса. Его показатель отбивания составил 28,8 %, он выбил двадцать три хоум-рана и набрал сто три RBI. Команда установила рекорд по числу выигранных матчей в регулярном чемпионате, а затем стала победителем Мировой серии. В играх плей-офф Богартс играл не лучшим образом: в пятидесяти восьми выходах на биту он отбил только тринадцать хитов. 